# Krasimir Borisov
Krasimir Borisov (Sofia, 8 aprile 1950) è un allenatore di calcio ed ex calciatore bulgaro, di ruolo centrocampista.

## Carriera
Con la Nazionale bulgara ha preso parte ai Mondiali 1974.

## Palmarès

### Giocatore

#### Competizioni nazionali
- Campionato bulgaro: 2

Levski Sofia: 1976-1977, 1978-1979
- Coppa di Bulgaria: 3

Levski Sofia: 1975-1976, 1976-1977, 1978-1979
- Campionato cipriota: 1

Omonia: 1983-1984
- Coppa di Cipro: 1

Omonia: 1983

#### Competizioni internazionali
- Coppa dei Balcani per club: 1

Lokomotiv Sofia: 1973